# Zwrócona (gmina)
Zwrócona (początkowo Procany) – dawna gmina wiejska istniejąca w latach 1945–1954 w województwie wrocławskim (dzisiejsze województwo dolnośląskie). Siedzibą władz gminy była Zwrócona.
Gmina Zwrócona powstała po II wojnie światowej na terenie Ziem Odzyskanych (tzw. II okręg administracyjny – Dolny Śląsk). 28 czerwca 1946 gmina – jako jednostka administracyjna powiatu ząbkowickiego – weszła w skład nowo utworzonego woj. wrocławskiego. W 1946 roku liczyła 3846 mieszkańców.
Według stanu z 1 lipca 1952 gmina składała się z 18 gromad: Baldwinowice, Bobolice, Brodziszów, Jaworek, Karczowice, Kluczowa, Kobyla Głowa, Kopanica, Koziniec, Koźmice, Olbrachcice Wielkie, Piotrowice Polskie, Przedborowa, Różana, Sulisławice, Szklary, Tomice i Zwrócona. Gmina została zniesiona 29 września 1954 wraz z reformą wprowadzającą gromady w miejsce gmin. Jednostki nie przywrócono 1 stycznia 1973 wraz z kolejną reformą reaktywującą gminy.